# Coming Home (альбом Лайонела Ричи)
| Оценки критиков          | Оценки критиков |
| Источник                 | Оценка          |
| ------------------------ | --------------- |
| AllMusic                 | [ 1 ]           |
| Entertainment Weekly     | B−              |
| Okayplayer               | [ 3 ]           |
| People                   | [ 4 ]           |
| Sacramento News & Review | (unfavorable)   |

Coming Home — восьмой студийный альбом американского соул-певца Лайонела Ричи, вышедший 12 сентября 2006 года на лейбле Island. Продюсерами были Ричи, Dallas Austin, Chuckii Booker, Jerry Duplessis, Джермейн Дюпри, Шон Гарретт, Jake and the Phatman, Вайклеф Жан, Родни Джеркинс, Эл Эй Рид, Рафаэл Садик, Roberto Sam Screnci, Manuel Seal, Stargate и Tone Depth. Альбом дебютировал на шестом месте в США в Billboard 200, что стало самым большим успехом со времён 1986 года Dancing on the Ceiling. К маю 2012 года тираж достиг 449,000 копий в США по данным Nielsen SoundScan. Альбом достиг 16-го места в британском хит-параде UK Albums Chart и получил золотую сертификацию в Великобритании от BPI.

## Об альбоме
Альбом получил умеренные и смешанные отзывы музыкальных критиков и интернет-изданий
В музыкальном видео для песни «I Call It Love» снялась дочь певца Николь Ричи.

## Список композиций
| №   | Название               | Автор(ы)                                           | Продюсеры                          | Длительность |
| --- | ---------------------- | -------------------------------------------------- | ---------------------------------- | ------------ |
| 1.  | «I Call It Love»       | Mikkel S. Eriksen, Tor Erik Hermansen, Taj Jackson | Stargate                           | 3:18         |
| 2.  | «Sweet Vacation»       | Рафаэл Садик, Robert Ozuna, Lionel Richie          | Saadiq, Ричи, Jake and the Phatman | 3:54         |
| 3.  | «Why»                  | Шон Гарретт, Ричи, Chuckii Booker                  | Ричи, Booker, Garrett              | 4:00         |
| 4.  | «What You Are»         | Джермейн Дюпри, Manuel Seal, Johntá Austin         | Dupri, Seal                        | 4:12         |
| 5.  | «Up All Night»         | Garrett, Ричи, Booker                              | Ричи, Booker, Garrett              | 3:35         |
| 6.  | «I'm Coming Home»      | Ричи, Booker                                       | Ричи, Booker, Родни Джеркинс       | 4:18         |
| 7.  | «All Around the World» | Ричи, Roberto Sam Screnci                          | Ричи, Screnci, Tone Depth[a]       | 3:33         |
| 8.  | «Out of My Head»       | Ричи                                               | Ричи, Booker                       | 3:13         |
| 9.  | «Reason to Believe»    | Ричи, Dallas Austin, Tony Reyes                    | Austin                             | 4:46         |
| 10. | «Stand Down»           | Ричи, Austin                                       | Austin                             | 4:01         |
| 11. | «I Love You»           | Ричи                                               | Ричи, Booker                       | 4:11         |

| №   | Название          | Автор(ы)                                     | Продюсеры       | Длительность |
| --- | ----------------- | -------------------------------------------- | --------------- | ------------ |
| 12. | «I Apologize»     | Wyclef Jean, Jerry Duplessis, Latavia Parker | Jean, Duplessis | 3:37         |
| 13. | «I'm Missing Her» | Ричи                                         | Ричи, Booker    | 3:57         |

Замечание
- ↑  ассистент продюсера

## Позиции в чартах

### Еженедельные чарты
| Чарт (2006)                            | Высшая позиция |
| -------------------------------------- | -------------- |
| Австрия (Ö3 Austria)                   | 35             |
| Бельгия/Валлония (Ultratop)            | 47             |
| Нидерланды (Album Top 100)             | 20             |
| Франция (SNEP)                         | 17             |
| Германия (Offizielle Top 100)          | 8              |
| Италия (Classifica album)              | 26             |
| Швейцария (Schweizer Hitparade)        | 9              |
| Великобритания (UK Albums Chart)       | 15             |
| США (Billboard 200)                    | 6              |
| США (Billboard Top R&B/Hip-Hop Albums) | 3              |

## Сертификации и продажи
| Регион | Сертификация | Продажи  |
| --- | ------------ | -------- |
| Великобритания (BPI) | Золотой      | 100 000^ |
| США (RIAA) | Золотой      | 500 000^ |
| * Данные о продажах приведены только на основе сертификации. ^ Данные о тиражах приведены только на основе сертификации. |              |          |